# Anekes affinis
Anekes affinis is een slakkensoort uit de familie van de Skeneidae. De wetenschappelijke naam van de soort is voor het eerst geldig gepubliceerd in 1883 door Jeffreys.